# Tři soutěsky (hráz)
Tři soutěsky (čínsky v českém přepisu Čchang-ťiang San-sia ta-pa, pchin-jinem Cháng Jiāng Sānxiá dàbà, znaky zjednodušené 长江三峡大坝, tradiční 長江三峽大壩; česky Přehrada Tři soutěsky na Jang-c'-ťiang, zkráceně čínsky v českém přepisu San-sia, pchin-jinem Sānxiá, znaky zjednodušené 三峡, tradiční 三峽, anglicky Three Gorges) je přehradní hráz s největší elektrárnou (nejen vodní) na světě, vybudovanou v nejvýchodnější ze Tří soutěsek na řece Jang-c’ v provincii Chu-pej v Čínské lidové republice. Stavba hráze byla dokončena v roce 2006, elektřinu do sítě však začaly generátory (každý o výkonu 700 MW) dodávat až v roce 2008 Později byly namontovány další, jejichž spuštění proběhlo roku 2011, celkem počet generátorů stoupl na 32. Oficiální náklady na vybudování díla byly vyčísleny na 25 miliard dolarů, skutečné náklady jsou ale mnohem vyšší. Po uvedení vodní elektrárny do provozu pokrývá až desetinu čínské spotřeby elektrické energie. Postupné napouštění ohromné nádrže si vynutilo přestěhování asi 1,3 milionu lidí, pod přehradou zmizela dvě velká města a stovky vesnic (plocha odpovídající zhruba 1/3 Libereckého kraje). Po úplném napuštění stoupla hladina řeky o desítky metrů.
Stavba přehrady je provázena varováními odborníků, že její existence způsobuje a bude způsobovat velké škody na životním prostředí. V roce 2007 bylo oficiálními čínskými sdělovacími prostředky oznámeno, že z okolí přehradní nádrže budou přesídleny další 4 miliony lidí kvůli rozsáhlým sesuvům půdy, půdní erozi a znečištění.

## Historie
Projekt tohoto vodního díla pochází již z roku 1919. Později byl tento projekt ještě znovu odsunut z důvodu přílišné nákladnosti, oživen byl v 80. letech 20. století a roku 1992 ho schválilo Všečínské shromáždění lidových zástupců. Roku 1994 byla zahájena stavba, hráz byla dostavěna v květnu 2005. Na maximální kapacitu byla nádrž naplněna v říjnu 2010.
Při povodních dosáhla 21. srpna 2020 voda hranici 165,6 metru (maximum je 175 metrů), zatímco přítok řeky byl 75000 m3·s−1, odtok pouze 48800 m3·s−1. V roce 2015 byl dokončen lodní výtah, nejvetší svého typu. Tím byl dokončen poslední velký stavební projekt na přehradě.
Po rozsáhlých monzunových deštích v roce 2020 dosáhla produkce elektřiny 112 TWh, čímž překonala světový rekord cca 103 TWh z roku 2016, který držela přehrada Itaipú. V souvislosti se záplavami v roce 2020 také vznikaly obavy, že v budoucnu může dojít k narušení přehrady a s tím spojenou humanitární katastrofou.

## Elektrárna

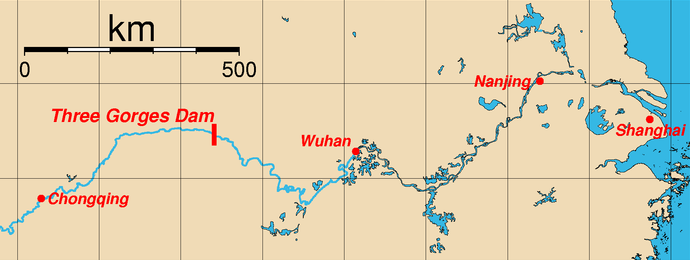
Mapa umístění přehrady Tři soutěsky a nejdůležitější města podél řeky Jang-c’-ťiang

Do roku 2009 mělo být na přehradě spuštěno 26 turbín, které měly původně pokrýt až 10 % spotřeby elektřiny v Číně, avšak kvůli prudkému růstu energetických potřeb Číny to v případě plné produkce budou jen 3 %. Pro představu je její výkon 18 200 MW srovnatelný s výkonem 9 Temelínů nebo 50 Orlíků. Bylo dokončeno rozšíření elektrárny do finálního počtu 32 turbín, 6 nových je umístěno v podzemí přehrady, tím pádem celkový instalovaný výkon stoupl na 22500 MW, což zhruba 13x převyšuje výkon dukovanské jaderné elektrárny, nebo 1125x vranovské přehrady. Tím je překonána i zatím největší hydroelektrárna Itaipú na jihoamerické řece Paraná o výkonu 14000 MW.
Ve skutečnosti ale, z důvodu nedostatku vody, maximálního výkonu dosahuje jen zřídka.
Podle statistik z let 2004 až 2016, pouze v roce 2014 dosáhla rekordu v roční výrobě energie (jinak byla vždy nejvýkonnější elektrárna Itaipú).
Celkem je tedy 14 vodních soustrojí instalováno na severní straně přehrady, 12 na jižní straně a 6 zbývajících v podzemním objektu pod horou na jižní straně přehrady. Plánovaná je roční produkce elektřiny přes 100 TWh.
Severní soustrojí byla uvedena do provozu v letech 2003–2005, plný výkon (9 800 MW) byl dosažen v říjnu 2006. Jižní soustrojí začala dodávat elektřinu v letech 2007–2008. Zbývajících šest soustrojí v podzemní části elektrárny bylo uvedeno do provozu od června 2011 do konce roku 2012.

## Další vybavení
Přehrada by měla také pomoci lodní dopravě. Právě pro tyto účely zde bylo vybudováno pětistupňové zdymadlo (opět největší na světě). Do roku 2011 měl být dokončen i lodní výtah, který byl však ve skutečnosti dostavěn až v roce 2015.

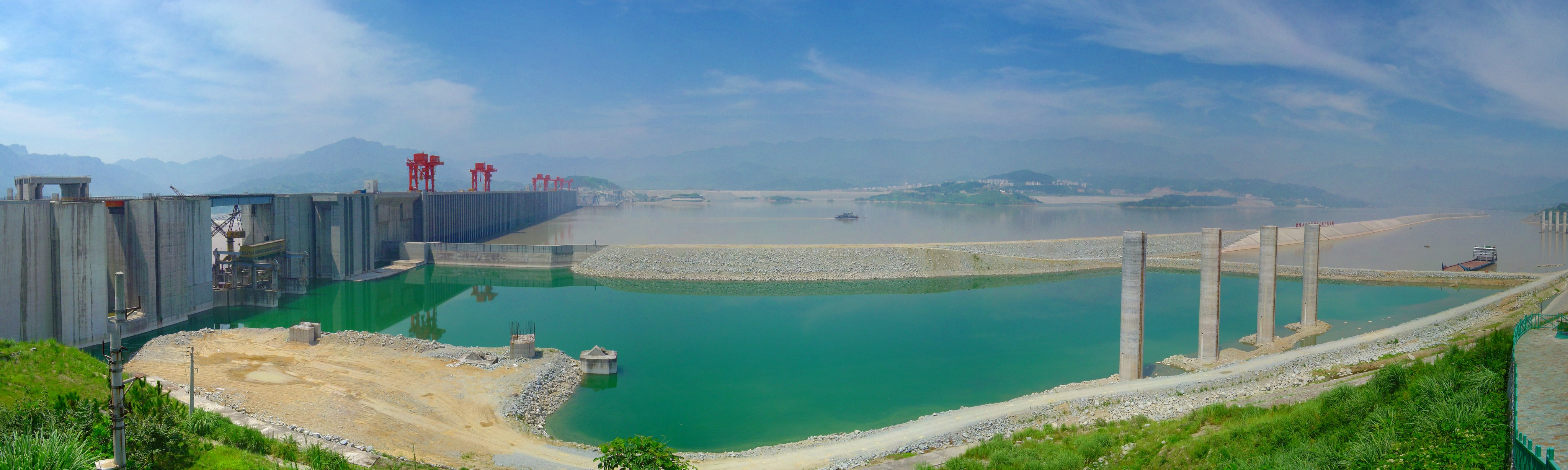
Panorama

## Přesídlení obyvatel
Důsledkem vytvoření přehrady se stalo nucené vysídlení více než 1 260 000 lidí. Kompletní ponořená oblast má 17 velkých měst, 140 obcí a více než 3000 vesnic. Po zavodnění elektrárny muselo být vysídleno přibližně 4 milióny obyvatel kvůli erozím a sesuvů půdy.

## Ekologické škody
Čínská vláda přiznala devastující účinky vodního díla na ekologii krajiny a život lidí. Vyčlenila miliardové investice na eliminaci ekologických škod vodního díla.